# Basilique Notre-Dame-des-Douleurs de Chicago
La basilique Notre-Dame-des-Douleurs de Chicago est un sanctuaire marial de la ville de Chicago, dans l'État de l'Illinois aux États-Unis. Cette paroisse catholique est également un lieu de pèlerinage autour des reliques de saint Pérégrin — considéré comme le saint patron des personnes atteintes par le cancer ou le sida —, ce pour quoi l'USCCB lui a donné le titre de sanctuaire national dans les années 1990.
Notre-Dame-des-Douleurs est l'une des trois églises de la ville de Chicago à porter le titre de basilique ; elle fut la première à obtenir ce titre en 1956 par autorisation spéciale du pape Pie XII, les deux autres étant la basilique Saint-Hyacinthe et la basilique de la Reine-de-tous-les-Saints.
Cet édifice de style néo-Renaissance s'élève sur un terrain en bordure de West Jackson Boulevard, dans le secteur d'East Garfield Park, à l'ouest du centre-ville de Chicago.

## Historique
Le sanctuaire de Notre-Dame-des-Douleurs est fondé en 1874 par trois membres de l'ordre des Servites de Marie, après accord de l'évêque catholique de Chicago Thomas Foley. Une première église en brique est édifiée en seulement quelques mois sur un terrain acquis par la congrégation. Ses dimensions sont alors de 31 mètres de long sur 11 mètres de large.
Quinze ans plus tard, les différentes vagues d'immigration en provenance de pays de tradition catholique rendent l'édifice obsolète. C'est alors qu'est prise la décision de bâtir une nouvelle église dont les plans sont confiés à l'architecte d'origine allemande Henry Engelbert, natif de Détroit dans le Michigan. Celui-ci imagine un vaste sanctuaire inspiré par l'art de la Renaissance italienne. Le projet est accepté et à l'aube de l'année 1890, une cérémonie officielle voit la pose de la première pierre.
En décembre 1890, une partie des murs est déjà en place, rendant possible l'ouverture au culte. Cinq ans plus tard sont ajoutés les croisillons et l'abside, avant que ne soit entamés les travaux de la façade en 1896. En 1899, l'érection des deux tours encadrant la façade est confiée à l'architecte John Francis Pope. Dans le même temps, la tâche de décorer l'intérieur du sanctuaire revient à un jeune architecte originaire de la ville, William J. Brinkmann. Le 5 janvier 1902, l'église est achevée et solennellement consacrée.
À la fois paroisse — fréquentée initialement par les communautés italiennes et irlandaises, elle s'ouvre peu à peu aux communautés afro-américaines — et lieu de pèlerinage, l'église est célèbre pour abriter les reliques de saint Pérégrin, l'un des tout premiers membres de l'ordre des Servites de Marie. La tradition catholique fait de lui le saint patron des malades atteints du cancer ou du sida. L'église est également un sanctuaire marial, c'est-à-dire consacré à la vénération de la Vierge. En 1956, elle devient officiellement une basilique par décision du pape Pie XII.
En 1984, la basilique est la victime d'un incendie. À la suite de ce sinistre, la façade est amputée de l'une des deux tours.

## Architecture
La basilique Notre-Dame-des-Douleurs est un édifice de style néo-Renaissance basé sur un plan en forme de croix latine. Son édification résulte de la collaboration de trois architectes : Henry Engelbert pour le gros-œuvre, John Francis Pope pour la façade et William J. Brinkmann pour la décoration intérieure. Entamés en 1890, les travaux se sont étendus sur une période de douze ans.
L'intérieur est composé d'une vaste nef de six travées mesurant près de 77 mètres (250 pieds) de long pour 28 mètres (90 pieds) de haut. L'édifice a une capacité totale de 2500 places, ce qui en fait l'une des plus grandes églises de la ville, devant la cathédrale du Saint-Nom.
L'un des éléments remarquables de la basilique est la voûte à caissons polychrome ornée de rosettes qui couvre l'ensemble du bâtiment. Inspirée des œuvres de Bramante, elle a été réalisée par l'architecte William J. Brinkmann. De part et d'autre de la nef se situent une série de dix chapelles votives encadrées de pilastres.
Le mur occidental est percé de trois grandes baies en plein cintre laissant largement pénétrer la lumière dans la nef. Elles sont surmontées d'une grande fresque représentant le Christ et les pères fondateurs de l'ordre des Servites de Marie. Le chœur abrite un maître-autel en marbre de Carrare réalisé en 1908 par le sculpteur Augustine O'Callaghan. Haut de 9 mètres de haut, il est orné de bas-reliefs reprenant le thème du sacrifice : on y reconnaît notamment la cène ou le sacrifice d'Abraham.
À l'extérieur, la façade principale s'inspire du classicisme académique. Autrefois bordée de deux tours massives, elle n'en conserve qu'une seule depuis l'incendie survenu en 1984. Celle-ci est couronnée par une flèche s'inspirant du style baroque anglais, notamment des œuvres de Christopher Wren.